# Maoricrypta monoxyla
Maoricrypta monoxyla är en snäckart som först beskrevs av René-Primevère Lesson 1830.  Maoricrypta monoxyla ingår i släktet Maoricrypta och familjen toffelsnäckor. Inga underarter finns listade i Catalogue of Life.